# Федоришин Петро Степанович
Петр́о Степ́анович Федори́шин (нар. 20 липня 1949, с. Біла, Україна) — український журналіст, редактор, педагог, спортивний діяч. Заслужений журналіст України (2004). Член Національної спілки письменників України (2015). Кандидат філологічних наук (1996), доцент (2004). Майстер спорту СРСР із самбо (1976), володар чорного пояса з карате (1990). Почесний громадянин міста Чорткова (2022).

## Життєпис
Петро Степанович Федоришин народився 20 липня 1949 року в селі Білій, нині Чортківської громади Чортківського району Тернопільської области України.
Закінчив факультет журналістики Львівського університету (1976). Відтоді працює у редакції тернопільської обласної газети «Вільне життя» (нині «Вільне життя плюс»): кореспондент, завідувач відділу, заступник редактора, від 1990 — головний редактор. Одночасно викладає зарубіжну літературу та журналістську майстерність в Тернопільському національному педагогічному університеті імені Володимира Гнатюка, 2005—2009 — співзасновник та завідувач катедри журналістики цього ВНЗ.
Член редакційної колегії 3-томного енциклопедичного видання «Тернопільщина. Історія міст і сіл».
Резидент Тернопільської обласної організації східних бойових мистецтв (від 1994). Тренер з карате спортивного клубу «Спартак» спортивного товариства «Україна». Підготував 3 майстрів спорту України міжнародного класу з карате, 10 майстрів спорту України з карате і кікбоксингу, чемпіона Європи О. Лелюха (1996).

### Наукова діяльність
У 1996 році захистив кандидатську дисертацію «Українська журналістика періоду національно-визвольних змагань 1917—1920 рр.».

## Творчість
Автор низки книг, навчально-методичних матеріалів та літературно-критичних статей, нарисів у збірниках, обласній та всеукраїнській пресі.
Автор книг:
- «Карате-до для всіх» (1989, 1991),
- «Відгомін століть» (1997),
- «Преса і українська державність» (1998),
- «І великі мали гроші» (1999),
- «Словник українських імен біблійного походження» (2001),
- «У водовертях Серету» (2012)[1],
- «Важкий кожух, але свій» (2015)[2],
- «Світло і тіні чортківських замків» (2019)[3],
- «Таємниці скарбів Садовських» (2021)[4],
- «У круговерті часу» (2022)[5].

## Нагороди
- Всеукраїнська літературно-мистецька премія імені Братів Богдана та Левка Лепких (2022) — за літературознавчі та краєзнавчі дослідження, зокрема трилогію, присвячену 500-літтю Чорткова («Світло і тіні Чортківських замків. Сторінками історії міста (XI—XVIII ст.). Книга перша», «Таємниці скарбів Садовських. Сторінками історії Чорткова (1772—1918 рр.). Книга друга», «У круговерті часу. Сторінками історії Чорткова (1918—1991 рр.). Книга третя»)[6];
- Тернопільська обласна премія імені Ярослава Стецька (2013) — за книгу «У водовертях Серету»;
- почесний громадянин міста Чорткова (2022)[7].